# سان-سوور-لاندلن
سان-سُوور-لاندُلَن (به فرانسوی: Saint-Sauveur-Lendelin) یک کمون قدیمی در بخش مانش در نرماندی در شمال غربی فرانسه است. در ۱ ژانویه ۲۰۱۹، با کمون جدید سان-سوور-ویلاژ ادغام شد.